# Wágner Zsolt
Wágner Zsolt (Szombathely, 1968. augusztus 15. –) magyar bajnok labdarúgó, hátvéd.

## Pályafutása
A KSI labdarúgócsapatában kezdte pályafutását. 1974 és 1982 között az Újpesti Dózsa labdarúgója volt. Éveken át a tartalékcsapatban szerepelt. Az 1989–90-es idényben egy mérkőzésen szerepelt az újpesti csapatban és ezzel tagja volt a bajnok együttesnek. 

## Sikerei, díjai
Újpesti Dózsa
- Magyar bajnokság
  - bajnok: 1989–90